# Dreamrunner
Dreamrunner es una novela literaria inglesa dramática de 2010 escrita por Clare Jay.

## Resumen
Cuando Carlos empieza a sufrir pesadillas, su mujer: Olivia ve como la idílica vida de su familia en Lisboa se ve amenazada por las reacciones violentas de este, sobre todo cuando el hijo de ambos resulta herido y son incapaces de ocultar sus moratones.
Desesperada por hallar una solución, Olivia trata de indagar en el pasado de su marido ante la posibilidad de que se trate de una situación traumática por la que pasó en su infancia.